# 十二節
十二節（じゅうにせつ）は、四季・気候等の視点で地球上の一年を、月の満ち欠けサイクル（朔望月）とは無関係に十二分し、二十四節気を十二分した節切り法であり、二十四節気中の十二節気の事でもある。年始・年界を立春期間に切り替わる瞬間（日・時）とする。十二気暦にて用いられ、また東洋占術である四柱推命や紫微斗数等でも用いられる。

## 概要
十二節は中国の北宋の沈括が元祐元年（1086年）に提案した太陽暦の暦法である十二気暦等にて使用されており、二十四節気と同様に太陰暦の季節からのズレとは無関係に、季節を春夏秋冬の4等区分する暦のような物として考案された区分手法。
二十四節気では節気が一年を12の「節気」（正節とも）と12の「中気」に分類するのに対し、十二節では12の中気を12の節気に含めて判断する。
それらに干支の十二支を表す名前が付けられ、春が寅節・卯節・辰節、夏が巳節・午節・未節、秋が申節・酉節・戌節、冬が亥節・子節・丑節となる。
二十四節気や旧暦と同様に年始を立春期間に切り替わる瞬間（日・時）とし、先天・後天八卦論に基づき、二十四山の艮（甲領域）から陽の氣が陰の氣を上回る事象に基づいて、寅節初日の二十四節気である立春を年界とする「立春方式」が年界に多く使用されている。また年界を1度で切り替わるとは捉えず「冬至で徐々に変わり始め、立春で年が完全移行する」という説を提唱する識者も存在する。

## 十二気暦について
十二気暦に関しては年始を立春とし、大の月を31日、小の月を30日とし、閏月を廃止した。太平天国の天暦に影響を与えたとされる。